# Ironman Hawaï 1982 (februari)
De Ironman Hawaï 1982 vond plaats in februari 1982. Het was de vijfde editie van de Ironman Hawaï. Deze wedstrijd deed dienst voor het wereldkampioenschap triatlon voor de Ironman Afstand (3,86 km zwemmen - 180,2 km fietsen - 42,195 km hardlopen).
De start vond plaats op het strand van Waikiki. De wedstrijd bij de mannen werd gewonnen door de Amerikaan Scott Tinley met een finishtijd van 9:19.41. Bij de vrouwen streek de eveneens Amerikaanse Julie Leach met de hoogste eer door in 10:54.08 te finishen. De enige buitenlander bij deze wedstrijd was de Nederlander Gregor Stam.
In oktober dat jaar vond er opnieuw een Ironman Hawaï 1982 plaats, maar verschoof de start van het evenement naar het eiland Hawaï in Kailua-Kona.

## Uitslagen

### Mannen
| rang   | naam           | land | totaaltijd | zwemmen | fietsen | lopen   |
| ------ | -------------- | ---- | ---------- | ------- | ------- | ------- |
| Goud   | Scott Tinley   | USA  | 9:19.41    | 1:10.45 | 5:05.11 | 3:03.45 |
| Zilver | Dave Scott     | USA  | 9:36.57    | 0:58.39 | 5:17.16 | 3:21.02 |
| Brons  | Jeff Tinley    | USA  | 9:53.16    | 1:13.02 | 5:27.45 | 3:12.29 |
| 4      | Mark Sisson    | USA  | 9:57.15    | 1:18.18 | 5:21.23 | 3:17.34 |
| 5      | Reed Gregerson | USA  | 10:02.37   | 1:05.00 | 5:31.54 | 3:25.43 |
| 6      | Jeff Jones     | USA  | 10:10.39   | 1:03.40 | 5:33.27 | 3:33.32 |
| 7      | Greg Reddan    | USA  | 10:13.51   | 1:04.30 | 5:52.53 | 3:16.28 |
| 8      | Kim Bushong    | USA  | 10:15.44   | 0:58.29 | 5:08.11 | 4:09.04 |
| 9      | Thomas Boughey | USA  | 10:17.18   | 1:02.00 | 5:39.54 | 3:35.24 |
| 10     | Tom Warren     | USA  | 10:18.06   | 1:03.41 | 5:26.03 | 3:48.22 |

### Vrouwen
| rang   | naam               | land | totaaltijd | zwemmen | fietsen | lopen   |
| ------ | ------------------ | ---- | ---------- | ------- | ------- | ------- |
| Goud   | Kathleen McCartney | USA  | 11:09.40   | 1:32.00 | 5:51.12 | 3:46.28 |
| Zilver | Julie Moss         | USA  | 11:10.09   | 1:11.00 | 5:53.39 | 4:05.30 |
| Brons  | Lyn Brooks         | USA  | 11:51.00   | 1:19.30 | 6:38.02 | 3:53.29 |
| 4      | Sally Edwards      | USA  | 11:51.00   | 1:36.30 | 6:30.06 | 3:44.24 |
| 5      | Cheryl Lloyd       | USA  | 11:57.58   | 1:23.31 | 6:01.50 | 4:32.38 |
| 6      | Claire McCarty     | USA  | 11:57.58   | 1:20.01 | 6:21.33 | 4:16.24 |
| 7      | Cherry Stockton    | USA  | 12:00.37   | 1:44.35 | 6:06.47 | 4:09.15 |
| 8      | Eva Oberth         | USA  | 12:13.32   | 1:19.48 | 6:27.41 | 4:26.03 |
| 9      | Darlene Ann Drumm  | USA  | 12:19.53   | 1:15.17 | 6:32.08 | 4:32.28 |
| 10     | Shawn Wilson       | USA  | 12:25.34   | 1:01.27 | 6:26.04 | 4:58.03 |

1978 · 
1979 · 
1980 · 
1981 · 
1982 (feb.) · 
1982 (okt.) · 
1983 · 
1984 · 
1985 · 
1986 · 
1987 · 
1988 · 
1989 · 
1990 · 
1991 · 
1992 · 
1993 · 
1994 · 
1995 · 
1996 · 
1997 · 
1998 · 
1999 · 
2000 · 
2001 · 
2002 · 
2003 · 
2004 · 
2005 · 
2006 · 
2007 · 
2008 · 
2009 · 
2010 · 
2011 · 
2012 · 
2013 · 
2014 · 
2015 · 
2016 · 
2017 · 
2018 · 
2019